# Fresneda de la Sierra
Fresneda de la Sierra là một đô thị trong tỉnh Cuenca, cộng đồng tự trị Castile-La Mancha Tây Ban Nha. Đô thị này có diện tích là 32 ki-lô-mét vuông, dân số năm 2009 là 59 người với mật độ 1,84 người/km². Đô thị này có cự ly 43,9 km so với tỉnh lỵ Cuenca.